# Charles Frederick Millspaugh
Charles Frederick Millspaugh (Ithaca, Nova Iorque, 20 de junho de 1854 – 16 de setembro de 1923) foi um botânico norte-americano.